# Raymond Mboulou
Raymond Zéphirin Mboulou (ur. 19 marca 1956) – kongijski polityk. Od 2009 roku jest ministrem spraw wewnętrznych, bezpieczeństwa i porządku publicznego.

## Życiorys
Raymond Mboulou urodził się 19 marca 1956 roku w Mpouya, w departamencie Plateaux, pochodzi z ludu Mbochi. Jest absolwentem École nationale d’administration, na którym uzyskał licencjat w dziedzinie prawa publicznego, ze specjalizacją w inspekcji państwowej. W 1981 roku ukończył również Centrum Studiów Finansowych, Ekonomicznych i Bankowych w Paryżu.
Od 1982 roku był głównym inspektorem i administratorem Services Administratif et Financier. W latach 1998–2002 zajmował stanowisko dyrektora generalnego w Państwowej Kontroli Zakupów i Kontraktów (fr. Contrôle des marchés et contrats d’État).

## Kariera polityczna

### Zgromadzenie Narodowe
W wyborach parlamentarnych w 1992 roku został wybrany deputowanym do Zgromadzenia Narodowego z okręgu Mpouya w departamencie Plateaux. Elekcję uzyskał również w wyborach w 2002 roku, kandydując z ramienia Kongijskiej Partii Pracy, uzyskując 80,15% głosów. W wyborach w 2007 roku ponownie uzyskał reelekcję, uzyskując tym razem aż 96% głosów. Reelekcję uzyskał również w wyborach w 2012 roku oraz w wyborach w lipcu 2017 roku.
Od 2002 do maja 2007 roku był dyrektorem gabinetu prezydenta. 15 maja 2007 roku został mianowany sekretarzem generalnym Prezydium Republiki Konga (fr. Secrétaire Général de la Présidence de la République).

### Minister
30 grudnia 2007 roku został mianowany ministrem administracji terytorialnej i decentralizacji. W ramach reorganizacji rządu, 15 września 2009 roku został mianowany ministrem spraw wewnętrznych i decentralizacji. W kwietniu 2014 roku jako minister rozpoczął akcję Mbata ya bakolo, która polegała na przymusowym wydalaniu nielegalnych imigrantów (głównie młodych ludzi z Demokratycznej Republiki Konga oraz członków gangu Kulunas, działającego głównie w DRK).
Po utworzeniu nowego rządu, przez premiera Anatole Collinet Makosso, 15 maja 2021 roku został ponownie powołany na stanowisko ministra spraw wewnętrznych.

## Odznaczenia i wyróżnienia
- Kongijski Order Zasługi (fr. Ordre du Mérite congolais) – Grand officier[3]